# Rifu
Rifu (jap. 利府町 Rifuchō, deutsch ‚Stadt Rifu‘, englisch Rifu Town/Town of Rifu) ist eine Stadt (-chō) im Kreis (-gun) Miyagi der japanischen Präfektur (-ken) Miyagi auf der Hauptinsel Honshū.

## Geschichte
Das Gebiet des heutigen Rifu ist mindestens seit der Jōmon-Zeit besiedelt.
Das 1889 bei der Einrichtung der modernen Gemeinden in den meisten Präfekturen gegründete Dorf Rifu (利府村) wurde zum 1. Oktober 1967 zur Stadt Rifu.

## Die Stadt heute
Die Wirtschaft in Rifu ist von Landwirtschaft geprägt. Die East Japan Railway Company betreibt hier ihr Wartungsdepot der Shinkansen samt Eisenbahnmuseum.
Im Miyagi Stadium in Rifu wurden unter anderem Fußballspiele der Fußball-Weltmeisterschaft 2002 und der Olympischen Sommerspiele 2020 ausgetragen.

## Geographie
Rifu liegt unmittelbar nördlich der Großstadt Sendai und grenzt östlich an den Pazifischen Ozean.

## Angrenzende Städte und Gemeinden
- Sendai
- Tagajō
- Shiogama
- Tomiya
- Ōsato
- Taiwa
- Matsushima

## Städtepartnerschaften
- Lifou, Neukaledonien[1]

## Persönlichkeiten
- Hisashi Katō (* 1956), Fußballspieler

## Fotogalerie

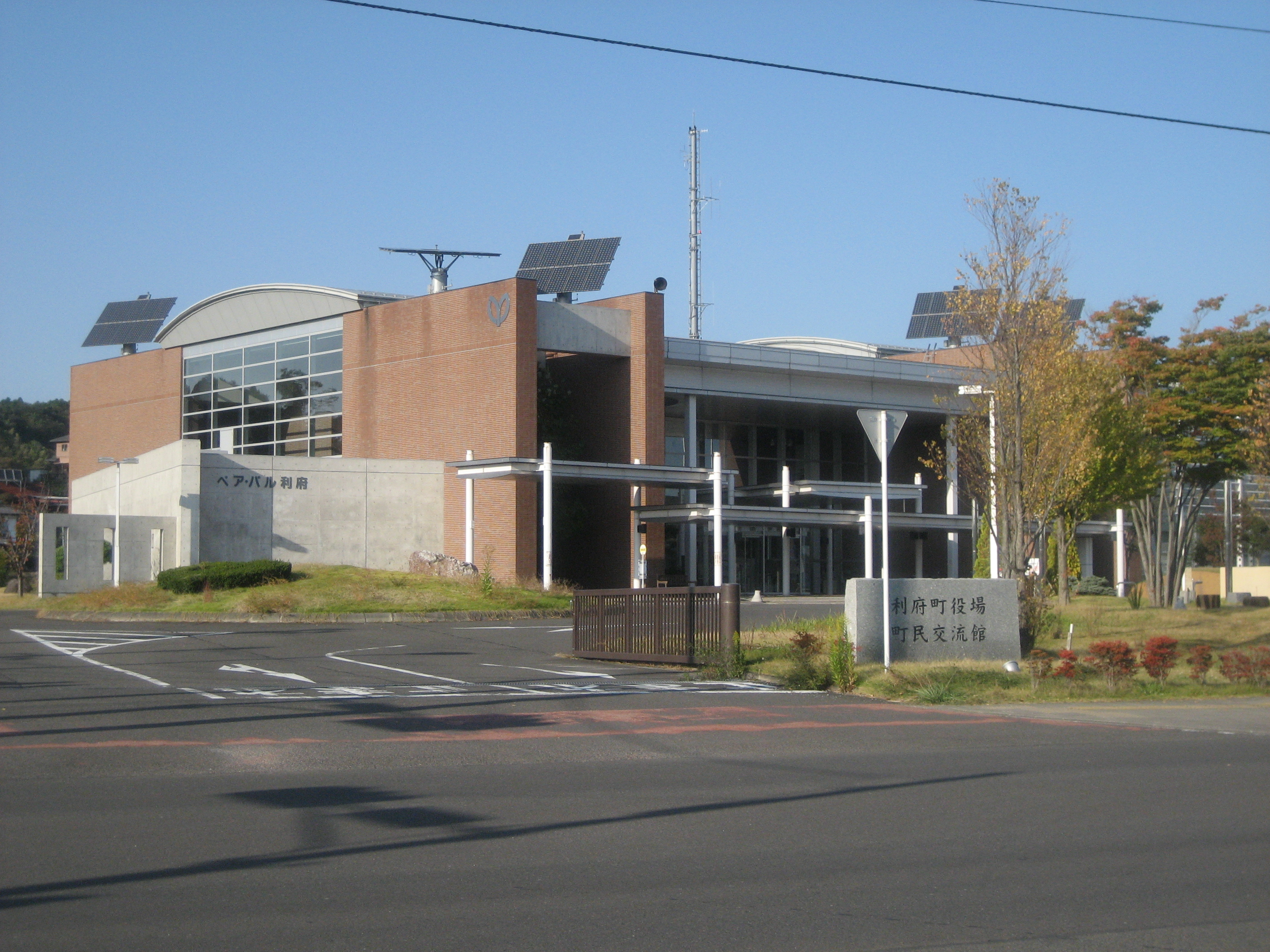
Das Rathaus von Rifu
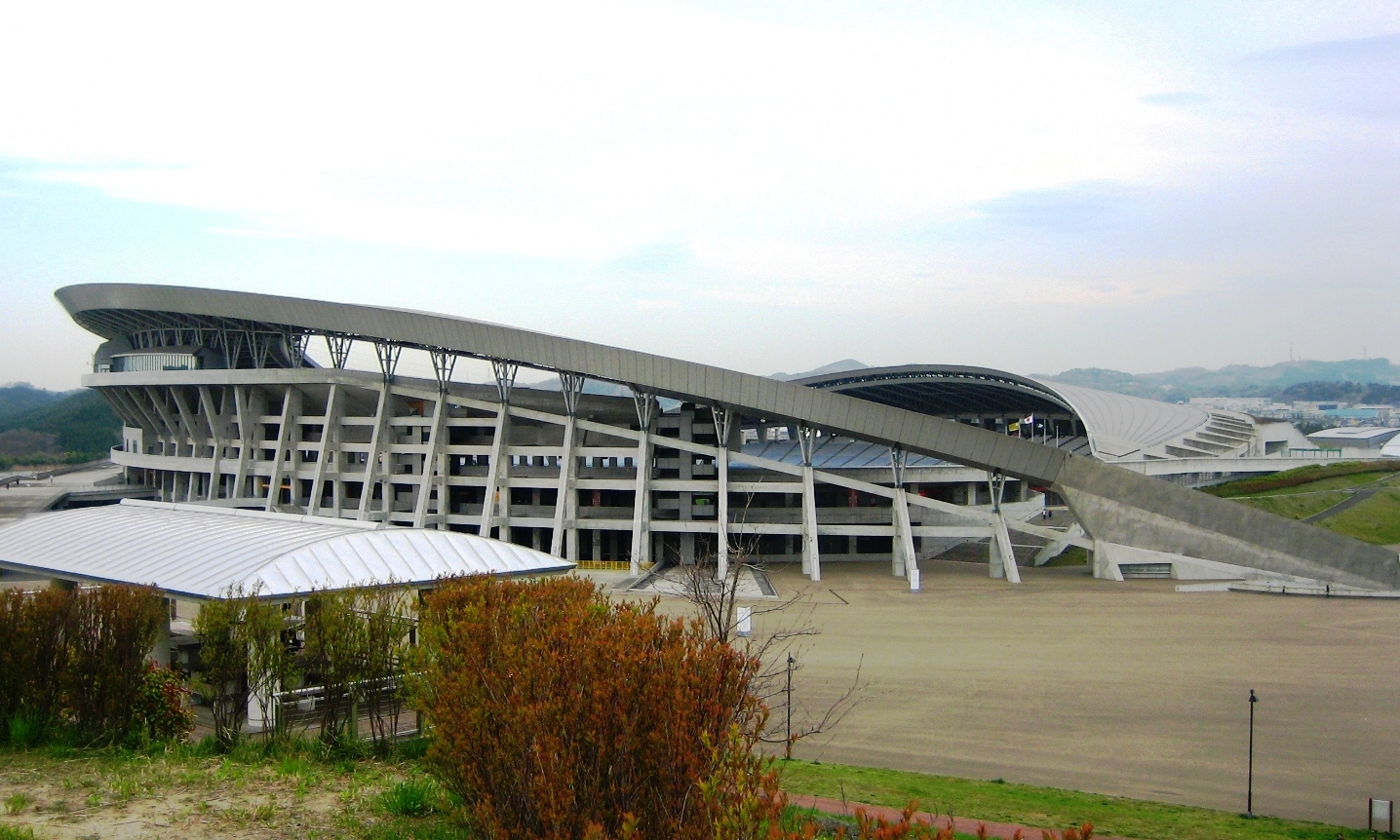
Miyagi Stadium
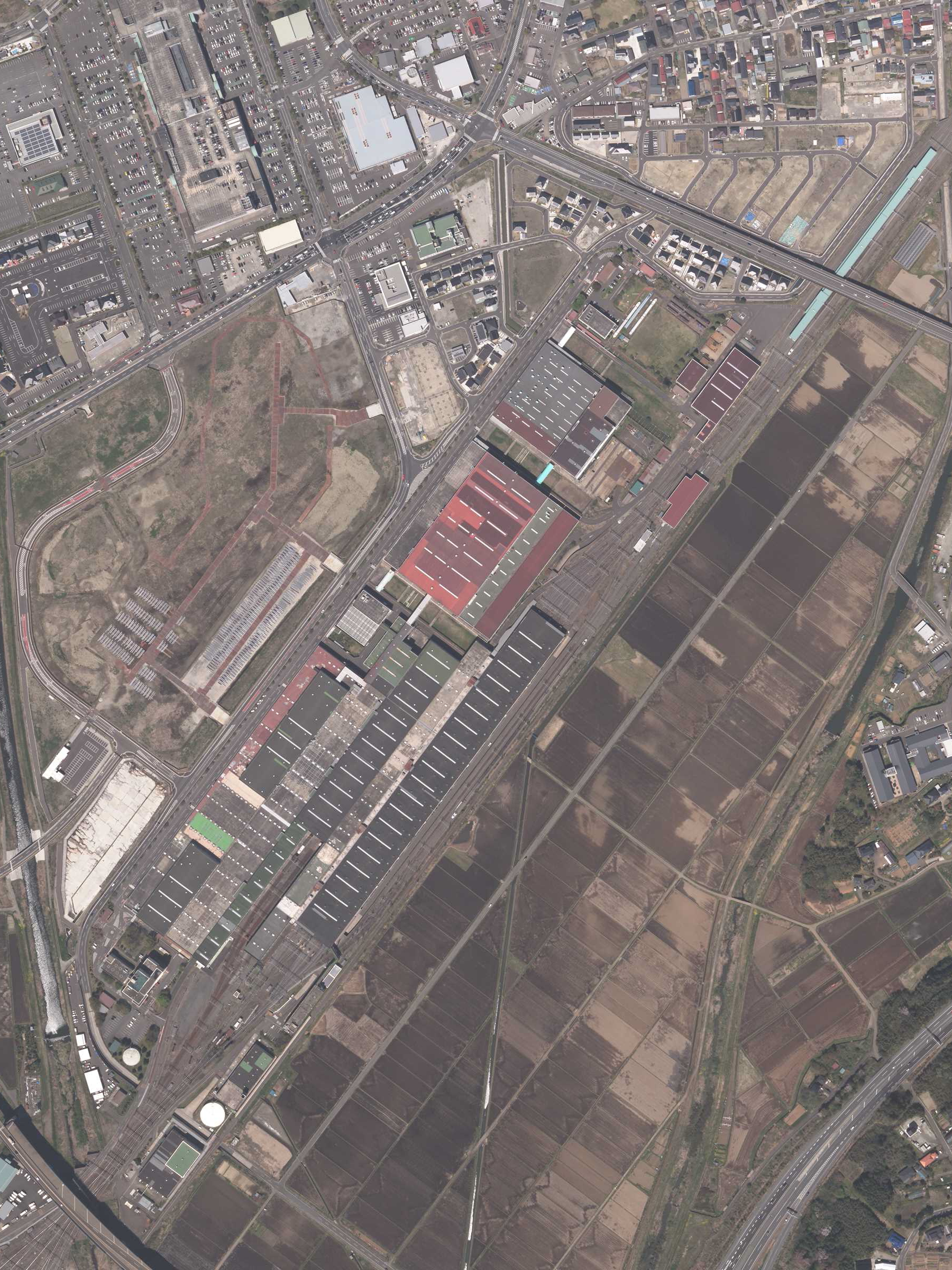
Shinkansen Depot
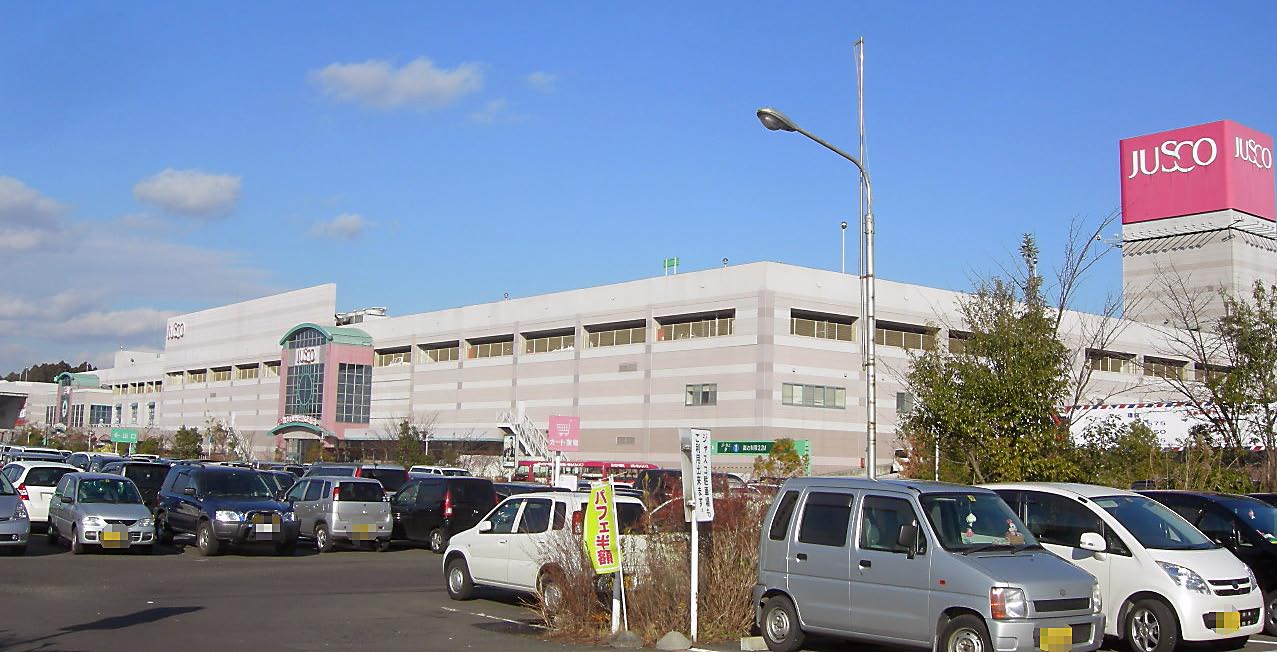
Aeon Mall Shinrifu North Building (Ära des Aeon Rifu Shopping Centers)